# 化學與物理學的比較

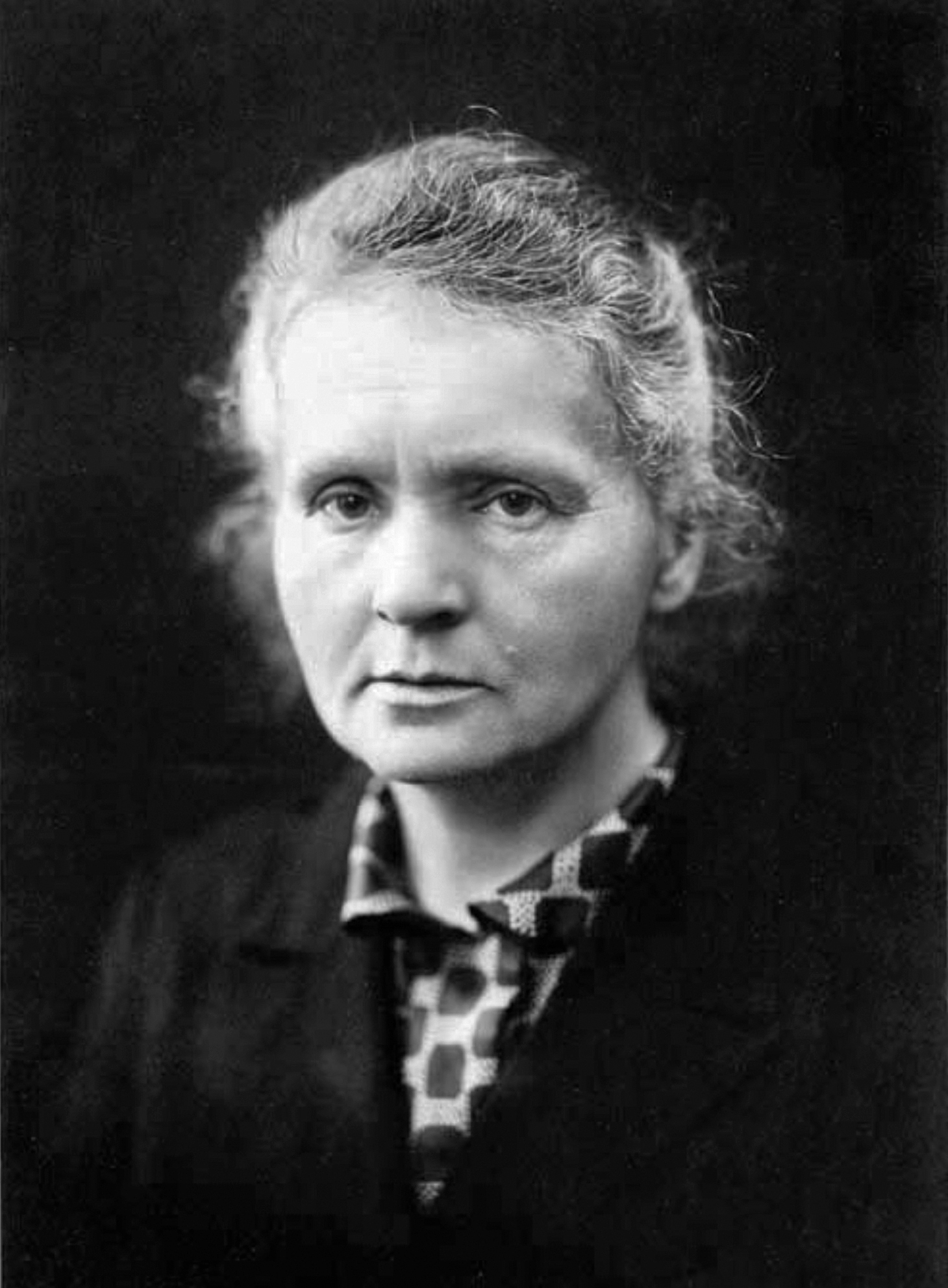
瑪麗·居禮是唯一一位獲得諾貝爾化學獎和物理學獎的人。

化學和物理學都是科學當中研究物質的分支，前者為後者之特定範圍的研究方法。化學家和物理學家受不同的訓練，而他們縱然會在同一團隊工作，但肩負起不同的責任。在一些同時牽涉化學和物理學的項目，兩者的分別不甚明顯，例如：物理化學、化學物理學、量子力學、原子核物理學與核化學、材料科學、光譜學、固態物理學、晶體學、納米科技。

## 研究范围
在研究有关地球上常见物质、由电子构成的物质及由质子和中子构成的原子核时，物理学和化学可能会重叠。然而，从另一角度来讲，化学又与一些其他形式的物质无关，例如夸克、μ子、τ子、暗物质，它们并不参与物质的转换，也不能在通常的地面条件下观察到。在這兩個學科中。物理是从宏观角度（整个宇宙）到微观角度（亚原子粒子）来观察自然的。所有可观测的自然（或人为）现象都会遵从物理学中研究的最基本原则。物理学研究物理现象中的基本原则、自然界的基本力，以及空间与时间。物理学也会研究能解释物质与能量的基本原则，并从最基本原则出发，研究原子物质的方方面面。化学则注重于物质相互反应及能量转化的方式（如热与光）。 物质的变化（化学反应）及合成是化学的中心，并由此引出诸如有机官能团、化学反应速率定律的概念。化学也在宏观角度研究物质的性质（例如天体化学）及物质的反应（例如工业化学），但通常解释与预测又要回归到底层的原子结构，这相对于其他科学更着重于分子识别的方式及其转换机制。化学為物理学的一门子学科，不過化学无论在研究方法、着重点（研究范围），还是理論有效性和其他在其研究者的训练上都与物理学存在差异。在化学或物理学中习得的知识既可被直接应用（作为应用科学），也可用于加深我们对自然某些方面的了解。理论在这两门学科中担当的角色也不同。物理学可被分为实验物理和理论物理。历史上，理论物理已准确预测过当时尚不能实验证明的现象。 在化学中，理论则起到回顾的作用：总结实验数据，并预测相似实验的结果。 然而，随着化学中计算方法的进步，如今已经可以在没有实验数据的情况下预测一种假想的化合物是否稳定。

## 训练
在常见的物理专业本科课程中，物理学的子学科和数学被列为必修课程。因为关于物质、空间与时间的微分方程（如牛顿运动定律和麦克斯韦电磁学方程组）描述了物理的核心，因此学生必须熟悉微分方程。而在常见的化学专业本科课程中，了解并应用描述化学键和分子结构的模型，以及实验课才是重点。重点还包括分析方法，及化学变化的公式与方程式。学生要学习数学、物理、化学，通常还要学习生物化学。在这两个专业的课程中，有很大一部分的重叠区域（微积分、基础物理、量子力学、热力学）。不过，物理学更加注重基础理论（及深入的数学解释），而化学则侧重于使用分子模型来结合理论中最重要的数学定义。两个专业的实验技能可能不同，学生可能需要不同的技术，这取决于课程及院校（例如，学化学的学生在实验室里可能更多会与玻璃仪器打交道，进行蒸馏、提纯，抑或接触一些色谱-光谱仪器，而学物理的学生可能更多会用到激光与非线性光学技术，或是一些复杂的电路）。

## 化学与物理学的相关职业
据美国劳工统计局统计，截至2010年5月，共有80,000名化学家及17,000名物理学家在美国工作。此外，21,000名化学家及13,500名物理学家在中学任教。许多化学家在这一行中工作，负责研发、生产、训练或管理。其他雇用化学家的行业包括石油、医药及食品行业。虽然物理学没有自己的产业，但是许多产业是由物理研究发展而来，如半导体及电子产业。物理学家在一些科学之外的领域也能找到工作，如金融，因为他们会给复杂的系统创造模型。

## 化学与物理学交界的领域
化学与物理学并无明确界限，化学家与物理学家在下列领域中合作开展研究。
- 量子化学
- 光谱学
- 热力学
- 固体物理学
- 结晶学
- 纳米材料